# John Jairo Sandoval
John Jairo Sandoval Guarin  (Bogotá, Colombia, 15 de enero de 1984) es un exfutbolista colombiano. Debutó con 17 años al servicio de Millonarios. Con el equipo embajador ostenta la anti-marca en el FPC de ser el jugador con menos minutos disputados en un partido por decisión técnica cuando en el año 2002 tan solo estuviera 1 minuto y 35 segundos en cancha. Además, representó a la Selección de fútbol de Colombia en el Campeonato Sudamericano Sub-17 de 2001 siendo compañero de Radamel Falcao.

## Clubes
| Club            | Div. | País     | Temporadas  |
| --------------- | ---- | -------- | ----------- |
| Millonarios     | 1.   | Colombia | 2001 - 2003 |
| Chicó           | 2.   | Colombia | 2004 - 2005 |
| Academia F. C.  | 2.   | Colombia | 2006 - 2010 |
| Fortaleza F. C. | 2.   | Colombia | 2011 - 2014 |
| Bogotá F. C.    | 2.   | Colombia | 2014        |
| Club Llaneros   | 2.   | Colombia | 2015        |
| Għajnsielem     | 5.   | Malta    | 2016 - 2018 |
| Munxar Falcons  | 5.   | Malta    | 2018 - 2019 |
| Kercem Ajax     | 5.   | Malta    | 2020        |
| Xewkija Tigers  | 5.   | Malta    | 2020 - 2021 |